# Franco van Langel

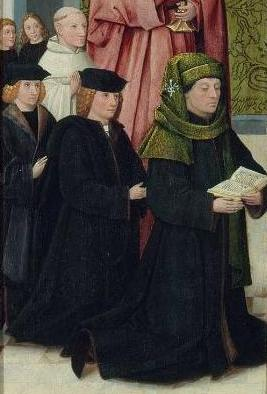
Portret van Franco van Langel en zijn zoons, detail van de buitenzijde van het linkerluik van het Ecce Homo-drieluik. Ca. 1500.

Franco van Langel, ook Franco de Langel of Vranck van Langel genoemd (†1497), was stadssecretaris van 's-Hertogenbosch.
Van Langel was een van de vier buitenechtelijke kinderen die de priester Hendrick Simons van den Gasthuys alias Van Langel, pastoor van Neerlangel en Ravestein, had bij zijn dienstbode, van wie de naam onbekend is. Desondanks wist hij in 's-Hertogenbosch de op 16 april 1470 overleden Rutgerus de Arkel op te volgen als stadssecretaris. Ook was hij ‘gezworen broeder’ van de voorname Illustre Lieve Vrouwe Broederschap. Dit betekent dat hij in hoog aanzien stond en tot de geestelijke stand behoorde, zij het in laagste rang. Van Langel was getrouwd met Heilwich Hendriksdr. van der Rullen, met wie hij vijf zonen en zes dochters had. Hij staat met vrouw en kinderen afgebeeld op de buitenzijde van het Ecce Homo-drieluik, dat omstreeks 1500 gemaakt werd in opdracht van zijn schoonzoon Pieter van Os, die hem in 1497 opvolgde als stadssecretaris.

## Kinderen
Franco van Langel en zijn vrouw Heilwich Hendriksdr. van der Rullen hadden de volgende kinderen:
1. Wouter
2. Franko
3. Jan, monnik en later prior van het klooster Mariënkroon bij Heusden
4. Zoon
5. Zoon
6. Lysbeth, moniale in het Bethaniënklooster in 's-Hertogenbosch
7. Hendrixke, getrouwd met Pieter van Os
8. Dochter
9. Dochter
10. Dochter
11. Dochter